# Pannonien

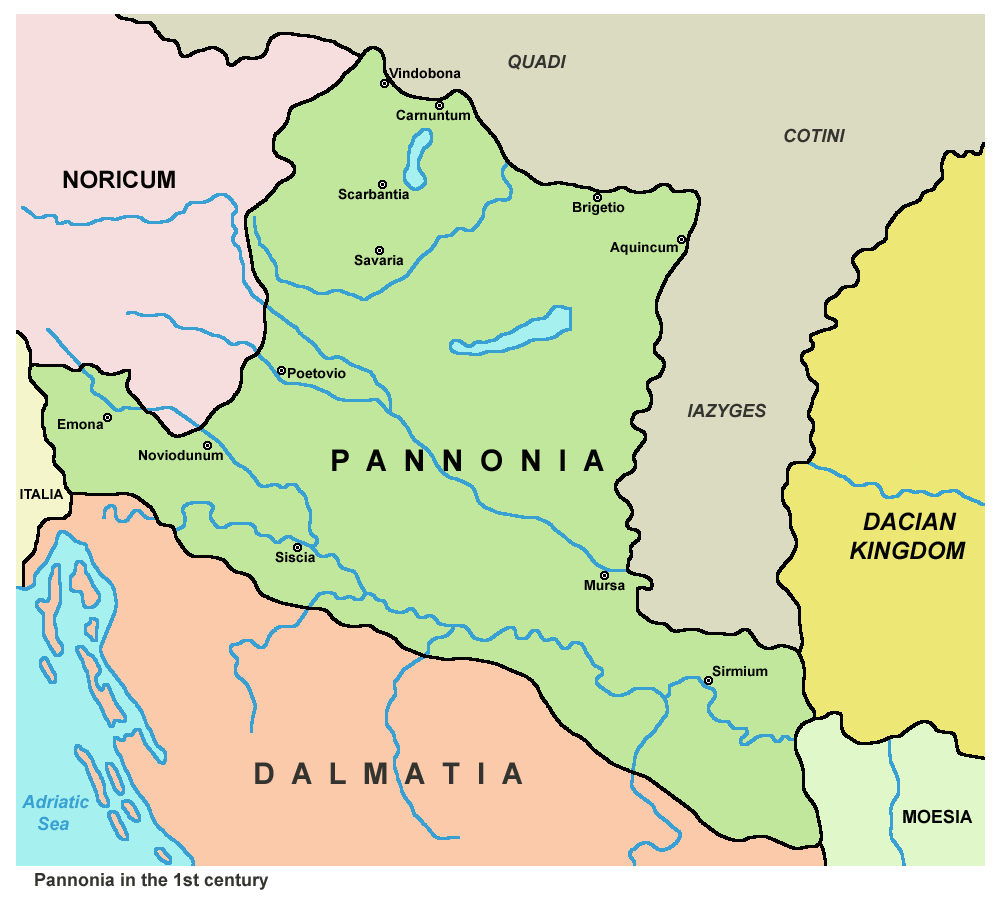

Pannonien var en romersk provins som i huvudsak var befolkad av illyrer och kelter. Området ligger mellan Donau och Sava, det motsvaras i dag av bland annat Ungern, Serbien och Kroatien. Området erövrades av romarna mellan 6 och 9 e.Kr av en styrka bestående av inte mindre än tio legioner, sjuttio kohorter av understödsinfanteri och fjorton enheter kavalleri. Kampanjen leddes av Tiberius, senare kejsare av Rom.